# كفر الشرابية
قرية كفر الشرابية هي إحدى القرى التابعة لمركز مشتول السوق في محافظة الشرقية في جمهورية مصر العربية. حسب إحصاءات سنة 2006، بلغ إجمالي السكان في كفر الشرابية 3079 نسمة، منهم 1603 رجل و1476 امرأة.